# フランク・グリスウォルド
フランク・トレイシー・グリスウォルド3世（Frank Tracy Griswold III、1937年9月18日 - 2023年3月5日）は、退任したアメリカ人主教で、第25代米国聖公会総裁主教でもある。

## 若年期と教育
アメリカ合衆国のペンシルベニア州ブリンモウアに生まれる。ニューハンプシャー州コンコードのセント・ポールズ・スクールで教育を受け、1959年にハーバード大学で英文学の学位である教養学士号を取得した。米国聖公会総合神学校に通い、1962年と1966年にオックスフォード大学オリオル・カレッジでも神学の学位である教養学士号を取得した（その後、文学修士号に変更）。

## 聖職者叙任
1963年に司祭に叙任され、1976年からシカゴ教区主教に任命されるまで、ペンシルベニア州ヤードレイのセント・アンドリュー教会、ペンシルベニア州チェスナットヒルのセント・マーティン・イン・ザ・フィールズを含む3つの教区に仕えた。なお、1987年から米国聖公会総裁主教を継承する1998年まで司祭を務めた。
1998年から2003年まで聖公会・カトリック教会国際委員会の副委員長であった。1998年に行われたランベス会議の常任委員会委員であり、教区委員や祈禱式・礼拝式・世界教会主義のための国家国際委員会委員も務めた。宗教間対話に興味を示したグリスウォルドは、現在エリヤ・インターフェース協会の世界宗教指導者委員会の委員である。
総裁主教としてのグリスウォルドの任期は2006年11月1日までで、次代の総裁主教はアングリカン・コミュニオンで初めての女性大主教であるキャサリン・ジェファーツ・スコリに継承された。聖職者教育、教養・福音についての説教、著述業、講義や模範の研修を全国的および国際的に継続している。総裁主教としての任期を完了してからは、米国聖公会神学校、バージニア神学校、シーベリー＝ウェスタン神学校でだけではなく、韓国、キューバや日本の神学校や大学の客員教授も務めている。彼の著書には『Going Home』（コーリー・パブリケーションズ・クロイスター・ブック / Cowley Publications Cloister Book）、『Praying our Days: A guide and companion』（チャーチ・パブリッシング・グループ / Church Publishing Group）、『Tracking Down the Holy Ghost: reflections on love and longing』（チャーチ・パブリッシング・グループ）などがある。

## 私生活
グリスウォルドは妻のフェーベ・グリスウォルドと共にペンシルベニア州フィラデルフィアで暮らしている。彼は作家のイライザ・グリスウォルドの父でもある。親類にはシェルドン・マンソン・グリスウォルドとアレキサンダー・ヴィーツ・グリスウォルドがおり、2人とも米国聖公会主教であった。
2023年3月5日、フィラデルフィアにて死去。85歳没。

## 名誉
米国聖公会総合神学校、シーベリー＝ウェスタン神学校、ナショータ修道院神学校、ユニバーシティ・オブ・ザ・サウス、立教大学、バークレー神学校、およびバージニア神学校よりそれぞれ名誉学位が授与されている。さらに1997年にはイギリス女王のエリザベス2世より聖ヨハネ勲章の副司祭を授けられた。

## 主教叙任者
- ジョン・モーリー・アラン（英語版）（第23代米国聖公会総裁主教（英語版））
- ジェラルド・フランシス・ブリル（英語版）（第8代シカゴ教区主教（英語版））
- ジェイムズ・ウィンチェスター・モンゴメリー（英語版）（第9代シカゴ教区主教）

グリスウォルドは米国聖公会において叙任された794番目の主教である（詳細は歴代米国聖公会主教の一覧を参照）。